# Saint-Remimont (Wogezy)
Saint-Remimont – miejscowość i gmina we Francji, w regionie Grand Est, w departamencie Wogezy.
Według danych na rok 1990 gminę zamieszkiwały 213 osoby, a gęstość zaludnienia wynosiła 46 osób/km² (wśród 2335 gmin Lotaryngii Saint-Remimont plasuje się na 832. miejscu pod względem liczby ludności, natomiast pod względem powierzchni na miejscu 1044.).